# أوقيانوسيات
كانت الأوقيانوسيات (باليونانية القديمة: Ὠκεανίδες جمع Ὠκεανίς) في الأساطير اليونانية، هن الحوريات اللواتي بلغ عددهن ثلاثة آلاف حورية (عدد فُسر على أنه يعني «لا تعد ولا تحصى») وهن بنات التيتان أوقيانوس وتيثيس.

## الوصف والوظيفة
كان أوقيانوس، والد الأوقيانوسيات، النهر الكبير البدائي المحيط بالعالم، وكانت والدتهن تيثيس إلهة البحر، ومثل إخوانهن البوتاموي (بلغ عددهم ثلاثة آلاف أيضًا) الأنهار العظيمة في العالم. ارتبطت الحوريات الأوقيانوسيات بالماء، مثل بقية أفراد أسرتهن، باعتبارهن تجسيدًا للينابيع. يقول هسيودوس إنهن «انتشرن في أماكن بعيدة وواسعة» وفي كل مكان «خدمن الأرض والمياه العميقة»، توسل بحارو الأرجو في قصيدة آرغونوتيكا لأبولونيوس الرودسي، الذين تقطعت بهم السبل في صحراء ليبيا، «للحوريات، مقدسين عرق الأوقيانوسيات» لتظهر لهم «بعض ينابيع الماء من الصخور أو سيل مقدس يتدفق من الأرض».
لا يمكن تصنيف الأوقيانوسيات بسهولة، ولا تقتصرن على وظيفة منفردة، ولا ترتبطن بالضرورة بالمياه. ورغم اعتبار معظم الحوريات إلهات ثانويات، كانت العديد من الأوقيانوسيات شخصيات هامة. إذ كانت ميتيس، التي جسدت الذكاء، زوجة زيوس الأولى، التي لقحها زيوس بأثينا ثم ابتلعها. كانت الأوقيانوسية دوريس، مثل أمها تيثيس، إلهة بحرية مهمة. بينما كان إخوانهن، البوتاموي، التجسيدات المعتادة للأنهار الكبرى، جسدت ستيكس (أكبر وأهم أوقيانوسية وفقًا لهسيودوس) أيضًا نهرًا رئيسيًا، وهو نهر ستيكس الجاري في العالم السفلي. وارتبطت بعضهن، مثل أوروبا وآسيا، بمناطق من الأرض وليس بالمياه.
كانت الأوقيانوسيات مسؤولة أيضًا عن مراقبة الشباب. كن وفقًا لهسيودوس، الذي وصفهن بأنهن «بنات المحيط جميلات الكاحل... الطفلات المجيدات بين الآلهة»، «رفقة مقدسة من البنات مع الرب أبولو وكان لدى الأنهار شباب في حفظهن -لهذه المهمة عينهن زيوس».
عملت الأقيانوسيات، مثل ميتيس، أيضًا كزوجات (أو عشيقات) للعديد من الآلهة، وأمهات، بالنسبة لهذه الآلهة، للعديد من الآلهة والإلهات الأخرى. كانت دوريس زوجة إله البحر نيريوس وأم حوريات البحر الخمسين، النيريدات. وكانت ستيكس زوجة التيتان بالاس، وأم زيلوس، ونيكه، وكراتوس وبيا. كانت يورينوم، زوجة زيوس الثالثة، أم الكارايتات (إلهات الحـُسن). كانت كلايموني زوجة التيتان إيبتوس وأم أطلس ومينيوتيوس وبروميثيوس وإبيمثيوس. كانت إلكترا زوجة إله البحر ثوماس وأم إريس والهاربيز. وشملت الأوقيانوسيات البارزات الأخريات: برسي، زوجة إله الشمس التيتان هيليوس وأم كيركي، وآيتيس ملك كولخيس؛ وإيديا، زوجة آيتيس وأم ميديا؛ وكاليرهو زوجة كرياسور وأم جريون.
شكلت أوقيانوسيات كمجموعة جوقة مأساة برومثيوس في الأغلال، القادمات من كهفهن تحت الأرض، لتعزية التيتان بروميثيوس المكبل بالسلاسل. كنّ أيضًا رفيقات بيرسيفون عندما اختطفتها هاديس.

## الأسماء
سمى هسيودوس 41 أوقيانوسية، وقدمت مصادر قديمة أخرى المزيد. كانت بعضهن شخصيات هامة، لكن معظمهن لم يكن كذلك. ربما كانت بعض أسمائهن أسماء ينابيع حقيقية، والبعض الآخر مجرد اختراعات شعرية. مثلت بعض الأسماء، بما يتفق مع مهمة الأوقيانوسيات بأن لديهن «شباب في حفظهن»، الأشياء التي قد يأمل الآباء في منحها لأطفالهم: بلوتو («الثروة»)، تيكه («الحظ الجيد»)، إيديا («معرفة») وميتيس («الحكمة»). يبدو أن أسماء الآخريات كانت أسماء جغرافية، مثل أوروبا، وآسيا، وإفيرا (كورنث)، ورودوس (رودس).
كانت العديد من أسماء الأوقيانوسيات أيضًا من الأسماء التي أعطيت للنيريدات.

## العبادة
كرم البحارة الأوقيانوسيات وتوسلوا إليهن بانتظام، وكرسوا لهن الصلوات والشراب والتضحيات. ووجهت الدعوات لهن لحماية البحارة من العواصف والمخاطر البحرية الأخرى. قدم بحارو الأرجو قبل أن يبدأوا رحلتهم الأسطورية إلى كولخيس بحثًا عن الصوف الذهبي، قربانًا من الدقيق والعسل ومن البحر إلى آلهة المحيط، وضحوا بالثيران لهن وتوسلهن لحمايتهم من مخاطر رحلتهم.

## الفنون
كتب جان سيبيليوس قصيدة نغم أوركسترالية سُميت Aallottaret (الأوقيانوسيات) في عام 1914.
رسمت الرسامة المولودة في مانشستر آني سوينرتون، وهي أول امرأة تُقبل في الأكاديمية الملكية في عام 1922، عملًا يسمى أوقيانوسية (Oceanid) في وقت ما قبل عام 1908. أظهر شخصية أنثوية قوية غير مكشوفة في الطبيعة، وهي صورة نموذجية من تصويرات سوينرتون العديدة لنساء «حقيقيات» ومن سياساتها النسوية.